# Iegor Iakovlev
Pour les articles homonymes, voir Iakovlev.
Iegor Konstantinovitch Iakovlev - en russe : Егор Константинович Яковлев et en anglais : Yegor Yakovlev - (né le 17 septembre 1991 à Magnitogorsk en République socialiste fédérative soviétique de Russie) est un joueur professionnel russe de hockey sur glace. Il évolue au poste de défenseur.

## Biographie

### Carrière en club
Formé au Metallourg Magnitogorsk, il rejoint les équipes de jeunes des Ak Bars Kazan. Il débute dans la Ligue continentale de hockey en 2010-2011 avec les Ak Bars. Fin 2011, il rejoint le Lokomotiv Iaroslavl afin de reconstruire une nouvelle équipe à la suite du crash du Vol 9633 Yak-Service. En 2015-2016, il signe au SKA Saint-Pétersbourg. Il remporte la Coupe Gagarine 2017. Le 21 mai 2018, il signe un contrat d'un an avec les Devils du New Jersey dans la Ligue nationale de hockey. Il part en Amérique du Nord et est assigné aux Devils de Binghamton, club ferme des Devils dans la Ligue américaine de hockey. Il sert sept assistances en sept matchs dans la LAH avant d'être rappelé par les Devils le 22 octobre. Il patiente en tribunes jusqu'au 11 novembre 2018 pour jouer son premier match dans la LNH avec les Devils face aux Jets de Winnipeg. Il inscrit son premier point, une assistance face aux Canadiens de Montréal lors de son quatrième match le 20 novembre 2018. Il marque son premier but le 3 décembre 2018 face au Lightning de Tampa Bay.
Il remporte la Coupe Gagarine 2024 avec Magnitogorsk.

### Carrière internationale
Il représente la Russie au niveau international. Il est champion du monde 2014 et médaillé d'argent au mondial 2015. Il remporte la médaille d'or avec les Athlètes olympiques de Russie lors des Jeux olympiques de Pyeongchang 2018. Il est médaille d’argent lors des Jeux olympiques d'hiver de 2022 à Pékin et nommé dans l’équipe-type du tournoi.

## Palmarès

### Ligue continentale de hockey
- 2017 : vainqueur de la Coupe Gagarine avec le SKA Saint-Pétersbourg

### Championnat du monde
- 2014 :  Médaille d’or
- 2015 :  Médaille d’argent

### Jeux olympiques
- 2018 :  Médaille d’or à Pyeongchang
- 2022 :  Médaille d’argent à Pékin
- 2022 : Nommé dans l’équipe-type du tournoi olympique.

## Statistiques

### En club
| Saison    | Équipe                  | Ligue        |                   | Saison régulière  | Saison régulière  | Saison régulière  | Saison régulière  | Saison régulière |   | Séries éliminatoires | Séries éliminatoires | Séries éliminatoires | Séries éliminatoires | Séries éliminatoires |
| Saison    | Équipe                  | Ligue        | PJ                | B                 | A                 | Pts               | Pun               | PJ               | B | A                    | Pts                  | Pun                  |                      |                      |
| 2008-2009 | Ak Bars Kazan 2         | Pervaïa Liga | 62                | 3                 | 11                | 14                | 66                | 3                | 0 | 0                    | 0                    | 2                    |                      |                      |
| 2009-2010 | Bars Kazan              | MHL          | 54                | 4                 | 19                | 23                | 72                | 9                | 4 | 0                    | 4                    | 10                   |                      |                      |
| 2010-2011 | Ak Bars Kazan           | KHL          | 1                 | 0                 | 0                 | 0                 | 0                 | -                | - | -                    | -                    | -                    |                      |                      |
| 2010-2011 | Neftianik Almetievsk    | VHL          | 8                 | 2                 | 2                 | 4                 | 6                 | -                | - | -                    | -                    | -                    |                      |                      |
| 2010-2011 | Bars Kazan              | MHL          | 37                | 7                 | 26                | 32                | 32                | -                | - | -                    | -                    | -                    |                      |                      |
| 2011-2012 | Bars Kazan              | MHL          | 4                 | 1                 | 0                 | 1                 | 0                 | -                | - | -                    | -                    | -                    |                      |                      |
| 2011-2012 | Loko                    | MHL          | 20                | 3                 | 7                 | 10                | 12                | -                | - | -                    | -                    | -                    |                      |                      |
| 2011-2012 | Neftianik Almetievsk    | VHL          | 15                | 2                 | 3                 | 5                 | 8                 | -                | - | -                    | -                    | -                    |                      |                      |
| 2011-2012 | Lokomotiv Iaroslavl     | VHL          | 21                | 1                 | 5                 | 6                 | 20                | 8                | 4 | 0                    | 4                    | 6                    |                      |                      |
| 2012-2013 | Loko                    | MHL          | 2                 | 0                 | 1                 | 1                 | 0                 | -                | - | -                    | -                    | -                    |                      |                      |
| 2012-2013 | Lokomotiv Iaroslavl     | KHL          | 49                | 2                 | 5                 | 7                 | 34                | 6                | 0 | 0                    | 0                    | 0                    |                      |                      |
| 2012-2013 | Lokomotiv Iaroslavl 2   | VHL          | 2                 | 0                 | 1                 | 1                 | 0                 | -                | - | -                    | -                    | -                    |                      |                      |
| 2013-2014 | Lokomotiv Iaroslavl     | KHL          | 48                | 3                 | 3                 | 6                 | 34                | 18               | 2 | 2                    | 4                    | 4                    |                      |                      |
| 2014-2015 | Lokomotiv Iaroslavl     | KHL          | 53                | 7                 | 8                 | 15                | 20                | 6                | 0 | 1                    | 1                    | 0                    |                      |                      |
| 2015-2016 | SKA Saint-Pétersbourg   | KHL          | 59                | 3                 | 7                 | 10                | 57                | 15               | 0 | 1                    | 1                    | 20                   |                      |                      |
| 2016-2017 | SKA Saint-Pétersbourg   | KHL          | 56                | 6                 | 15                | 21                | 51                | 15               | 0 | 3                    | 3                    | 6                    |                      |                      |
| 2017-2018 | SKA Saint-Pétersbourg   | KHL          | 35                | 5                 | 4                 | 9                 | 14                | 7                | 0 | 1                    | 1                    | 4                    |                      |                      |
| 2018-2019 | Devils du New Jersey    | LNH          | 25                | 2                 | 5                 | 7                 | 6                 | -                | - | -                    | -                    | -                    |                      |                      |
| 2018-2019 | Devils de Binghamton    | LAH          | 19                | 0                 | 16                | 16                | 6                 | -                | - | -                    | -                    | -                    |                      |                      |
| 2019-2020 | Metallourg Magnitogorsk | KHL          | 60                | 8                 | 8                 | 16                | 40                | 5                | 0 | 0                    | 0                    | 0                    |                      |                      |
| 2020-2021 | Metallourg Magnitogorsk | KHL          | 58                | 8                 | 19                | 27                | 26                | 5                | 0 | 0                    | 0                    | 4                    |                      |                      |
| 2021-2022 | Metallourg Magnitogorsk | KHL          | 48                | 2                 | 14                | 16                | 18                | 24               | 2 | 13                   | 15                   | 8                    |                      |                      |
| 2022-2023 | Metallourg Magnitogorsk | KHL          | 68                | 8                 | 23                | 31                | 30                | 11               | 2 | 3                    | 5                    | 2                    |                      |                      |
| 2023-2024 | Metallourg Magnitogorsk | KHL          | 64                | 6                 | 21                | 27                | 19                | 19               | 2 | 2                    | 4                    | 8                    |                      |                      |
| 2024-2025 | Metallourg Magnitogorsk | KHL          | Saison en cours ? | Saison en cours ? | Saison en cours ? | Saison en cours ? | Saison en cours ? |                  |   |                      |                      |                      |                      |                      |

### En équipe nationale
| Année | Compétition          |    | PJ | B | A | Pts | Pun | +/-               |  | Résultat |
| 2014  | Championnat du monde | 10 | 1  | 2 | 3 | 6   | +9  | Médaille d'or     |  |          |
| 2015  | Championnat du monde | 10 | 0  | 0 | 0 | 6   | -2  | Médaille d'argent |  |          |
| 2018  | Jeux olympiques      | 5  | 0  | 1 | 1 | 0   | +2  | Médaille d'or     |  |          |
| 2018  | Championnat du monde | 8  | 0  | 1 | 1 | 0   | +5  | Sixième place     |  |          |
| 2022  | Jeux olympiques      | 6  | 0  | 2 | 2 | 0   | +4  | Médaille d'argent |  |          |